# Papir 65
El Papir 65 (amb la numeració Gregory-Aland) és una còpia del Nou Testament en grec. És un manuscrit en papir de la Primera Epístola als Tessalònicencs. Els textos supervivents de l'epístola són els versos 1: 3-2: 1 i 2: 6-13. El manuscrit ha estat assignat en terrenys paleogràfics al segle iii.
El text grec d'aquest còdex és un representant del text de tipus alexandrí. Aland la va situar a la categoria I, però el text del manuscrit és massa breu per a la certesa. Segons unes notes del papir 49 i el papir 65 provenien del mateix manuscrit.
Es conserva a l'Institut Papirològic de Florència al Museu Arqueològic Nacional (Florència) (PSI 1373).